# Svjetljinke
Svjetljinke (Stomiiformes), red više-manje sitnih dubinskih riba sa svjetlečim organima podijeljene na danas četiri žive porodice, to su: 
1. Nosočice (Gonostomatidae) kojemu pripada 8 rodova, 31 vrsta,[1] a u Jadranu su prisutne Nosočica bljedica (Cyclothone braueri), Biseran (Gonostoma denudatum) i Nosočica mrkulja (Cyclothone pygmaea);
2. Svjetlice (Phosichthyidae), 7 rodova, 24 vrste,[2] u Jadranu s vrstama jajak (Ichthyococcus ovatus), Svjetličica vitkulja (Vinciguerria attenuata) i Bucmulja (Vinciguerria poweriae);
3. Svjetličice (Sternoptychidae), 10 rodova, 73 vrste[3] od kojih u Jadranu živi sjekirica (Argyropelecus hemigymnus), Trbobrošić plosac (Maurolicus muelleri) i Trbobrošić vitkan (Valenciennellus tripunctulatus);
4. Zmijozupke (Stomiidae), 28 rodova,  287 vrsta,[4] najpoznatiji predstavnici u Jadranu su Iglozub strašni (Chauliodus sloani) i Zmijozub crvobrad (Stomias boa boa).[5]

## Vanjske poveznice
|  | Zajednički poslužitelj ima još gradiva o temi Stomiiformes |
|  | Wikivrste imaju podatke o taksonu Stomiiformes             |